# 안산 이씨
안산 이씨(安山李氏)는 경기도 안산시를 본관으로 하는 한국의 성씨이다. 시조는 조선에서 별사위(別寺衛)를 지낸 이인수(李仁守)이다.

## 참고 자료
- “안산이씨(安山李氏)”. 뿌리를 찾아서.[깨진 링크(과거 내용 찾기)]